# Malaza carmides
Malaza carmides är en fjärilsart som beskrevs av William Chapman Hewitson 1868. Malaza carmides ingår i släktet Malaza och familjen tjockhuvuden. Inga underarter finns listade i Catalogue of Life.

## Bildgalleri

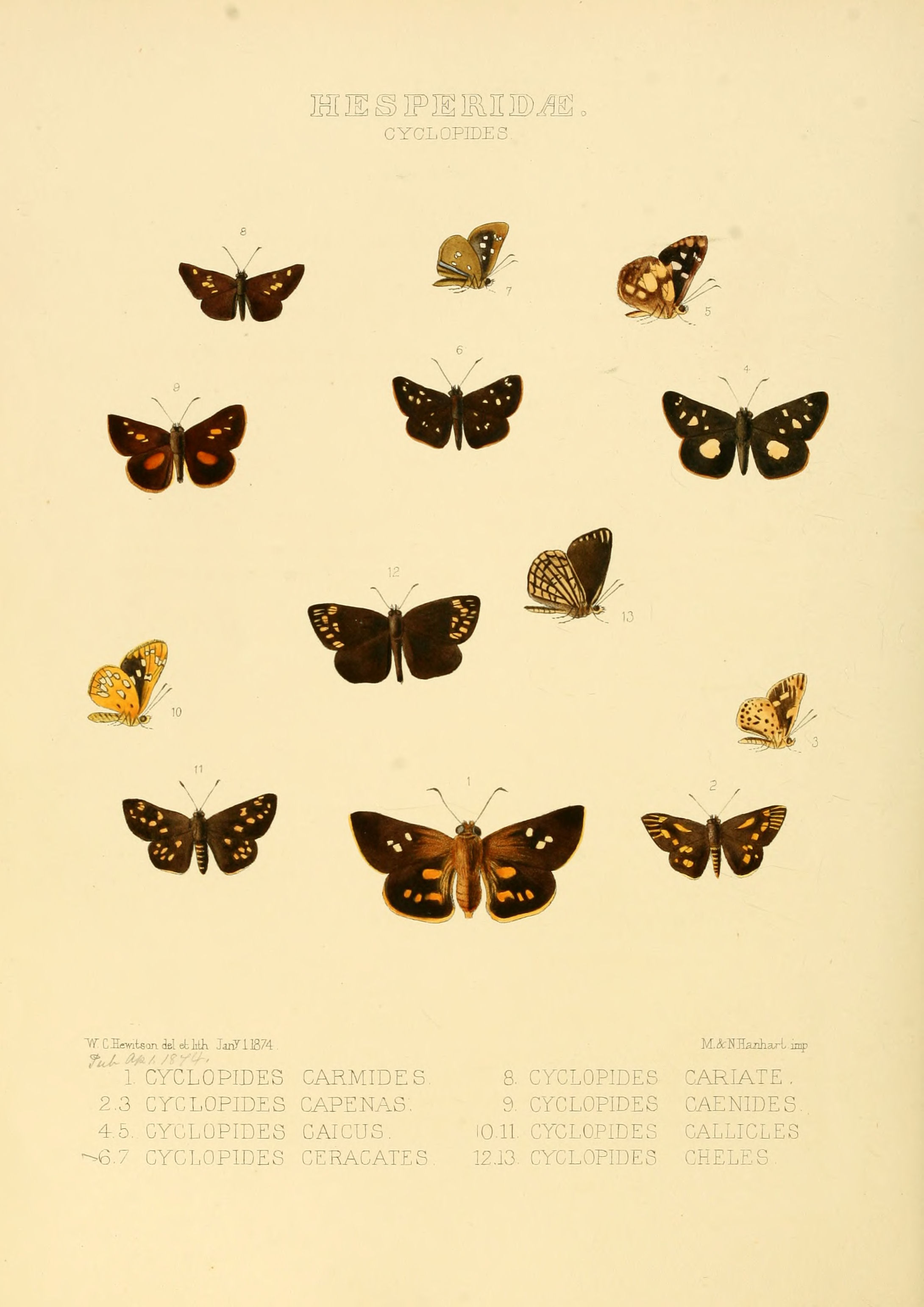